# Гинтама
Гинтама (јапански: 銀魂 Хепберн: Gintama, у преводу: "Сребрна душа") је јапански манга и аниме серијал који је написао и илустровао Хидеаки Сорачи. Серијал је излазио од 8. децембра 2003. године до 20. јуна 2019. године у часопису Weekly Shōnen Jump.
Радња је смештена у јапански град Едо који су окупирали ванземаљци (у серијалу називани Аманто). Доласком ванземаљаца долази и најмодернија технологија, па је главни град мешавина савременог метрополиса (са модерном кулом и свемирском станицом у центру) и старог Јапана са шогунатом који и даље влада државом. Ликови обично носе традиционалну одећу са мачевима за појасом али у свом свету имају најмодерније уређаје попут телевизора, рачунара, моторних возила који им олакшавају свакодневницу. Серијал је духовитог карактера, често окренут пародији на модеран живот, актуелне догађаје и друге манга серијале, али поседује и озбиљне елементе попут односа главних јунака са променама у друштву, побуне против неправде и борбе против корупције.

## О серијалу
Док је стварао серијал, аутор Хидеаки Сорачи је као инспирацију користио догађаје из јапанске историје, првенствено из периода краја Едо периода и Меиџи обнове када су, при завршетку сакоку изолације дуге 220 година у државу дошли странци доносећи најновију технологију и научна сазнања чиме су натерали Јапан да се из „успаваности“ нагло окрене модернизацији. Такав склед догађаја бурно је утицао на грађане Јапана, тада још под феудализмом, што је активирало обарање власти, настанак Бошин рата и враћање власти цару. Сорачи је узео овај период у историји, али је уместо странаца убацио ванземаљце као и велики број ликова који су уз малу измену имена позајмљени из правих догађаја. Серијал је на неки начин пародија, чак и на то доба, јер су историјске личности Јапана претворене у смотала са чудним и духовитим навикама. Сорачи је желео да створи модерну мангу, али је под утицајем свог уредника морао да нацрта историјску. Стављајући серијал у свет који је мешавина историје и научне фантастике успео је да задовољи своје жеље и испуни одлуке надређених људи који раде у часопису.
Главни лик серијала је ронин самурај Саката Гинтоки који, да би могао да исплати месечну станарину, отвара тзв. агенцију „Јорозуја – повремени послови“. Он је „снага у најам“ и за новац ради све, од поправљања кровова до проналаска несталих особа. У пословима му помаже Шимура Шинпаћи - јапански тинејџер са наочарима који сања да поново отвори очев доџо и Кагура – девојчица велике снаге која је део најјаче ванземаљске расе, Јато.
Манга је почела да излази часопису „Weekly Shōnen Jump“ у истом периоду кад су излазили и много познатији серијали попут Нарута и Блича и мада није имао толику продају као ти серијали, задржао се више од 12 година у часопису. Иако је то часопис који за циљну групу има дечаке у својим тинејџерским годинама, Гинтама је серијал који циља мало старију групу људи. Будући да часопис има политику да увек у сваком броју има и серијале комедије, Гинтама се тешко може упоредити са Нарутом и Бличом који, мада имају духовите елементе, ипак припадају другачијем типу приче.
Главни жанр серијала је комедија објављивана у почетку по принципу једна епизода - једна ситуација/посао у Јорозуји, што се временом мења па аутор у каснијим бројевима убацује озбиљније и дуже аркове у којима видимо прошлост ликова и одлуке које су тада донели. Ови аркови су често озбиљни, повезани и чине главну причу серијала, па је од необавезне комедије „свака епизода за себе“ постала манга са озбиљном главном темом.
Серија је због квалитетног хумора и одличног цртежа врло брзо екранизована и уз неколико прекида (након што је манга сустигла аниме) стигла на 300+ епизода. Серијал прати и два дугометражна филма, неколико ОВА (оригинална видео анимација) издања и једна лајт новела. У циљу промоције серијала неколико пута је приказан на тзв. аниме турнеји – Џамп феста (Jump Festa).
На телевизијском програму је први пут приказана 4. априла 2006. на каналу „ТВ Токио“ а сустизањем манга парњака престала је да се емитује 25. марта 2010. После паузе од годину дана настаје наставак Гинтама' (са апострофом на крају) са премијером у Јапану која је била 4. априла 2011. да би опет после мале паузе у периоду од 26. марта 2012. до 4. октобра 2012. била враћена трајући све до 28. марта 2013. Наставак долази две године касније под називом Гинтама° (са кружићем на крају) који почиње да се приказује 8. априла 2015. и траје до 30. марта 2016.
Серијал траје 25 минута и приказиван је на недељном нивоу (манга такође излази недељно).
Три филма су издата, први назван кратко „Гинтама – филм“ који детаљније прати познати „Бенизакура“ арк са додатним сценама које незнатно откривају прошлост главних ликова. Тај арк је већ био заступљен и у манга и у аниме серијалу (епизоде од 58 до 61) док је сценарио за други филм писан засебно и прати радњу две године након главне приче.
Упркос хумору који је својствен за јапанско друштво, уз игре речи, двоструког читања карактера, пародију на неке њихове догађаје, филмове, серијале и глумце чинећи га често непреводивим и неразумљивим за иностранство, Гинтама је ипак нашао пут до стране публике. За северноамеричко тржиште издаје га „Viz Media“, у француској издавач „Кана“, за Немачку „Tokyopop“Италију „Planeta DeAgostini“ и Шпанију „Glénat“. Осим ових европских језика манга је преведена на кинески, корејски (Haksan) и тајландски (Siam Inter Comics). За сада још увек не постоји превод на српски језик.
Манга серијал „Гинтама“ је само у Јапану продат у преко 55 милиона копија док су се DVD копије налазиле на топ листи најпродаванијих дискова у јапанским продавницама.

## Радња
Прича је смештена у касни Едо период када су човечанство окупирали ванземаљци названи "Аманто" (天人, "Небески људи"). Да би се одбранили од нових непријатеља јапански самураји се удружују у одбрани земље али шогун увидевши снагу ванземаљаца, издаје своју војску и предаје се ванземаљцима. Са дошљацима потписује споразуме у којима се ванземаљцима дозвољава да бораве у Еду и забрањује даље ношење мача у јавности. Заузврат ванземаљци доносе последњу технологију и модернизују град што утиче на неке аспекте традиционалног јапанског живота (попут затварања мачевалачких школа приказан у виду Шинпаћијевог доџоа). Самураји покушавају још једном да се одбране од ванземаљаца као „Џоуи“ побуњеници али у последњем рату губе и коначно се препуштају новонасталој ситуацији. Осим повремених напада разних терористичких организација Едо постаје мирно место а главна радња почиње десет година након последњег рата са ванземаљцима.
Главна личност серијала је неуобичајни бивши самурај Гинтоки Саката, познат и као „Јорозуја Гин“ због своје фирме која се бави свим пословима које затреба. У истој филми запослен је и Шинпаћи Шимура  коме је Гин помогао да спаси своју сестру Отае од ванземаљаца који су због дугова хтели да је продају борделу. Задивљен начином на који је реаговао у спашавању његове сестре Шинпаћи се придужује Гинтокију и постаје други члан „Јорозује“.
Већ у следећој епизоди двојац спашава девојчицу од 14 година по имену Кагура коју јури група Јакуза. Кагура је ванземаљац невероватне снаге коју су Јакузе искоришћавале за мафијашке послове а кад је Гитоки и Шинпаћи буду спасили и она ће се придружити групи.
Заједно са љубимцем, огромним демонским белим псом – Садахаруом, који све људе гризе за главу, њих четворо чине Јорозују "Yorozuya" (万事屋, у преводу: "Компанија за све и свашта") и главни су протагонисти серијала.
Нешто касније се сазнаје да је Гинтоки ветеран рата против Аманта и да је пре десет година био познати побуњеник под називом „Широјаша“ (бели демон) али се након пораза повукао и живи мирно. Игром случаја среће бившег саборца и пријатеља Котароа Кацуру (са надимком Зура) који се и даље бави борбом против ванземаљаца поставши озоглашени вођа терористичке организације „Џои“. Иако се Гин никад није слагао са послом који Кацура обавља остао је у контакту са другом који, након поновног сусрета са Гинтокијем, мења своје радикалне погледе претварајући своју терористичку организацију у блажу фракцију побуне. За свог помоћника-љубимца узима ванземаљца по имену Елизабет- велику огромну патку која уместо говора комуницира таблама са натписима.
Док обављају своје послове често долазе у контакт са полицијом града, тз. Шинсенгумијима који се брину о безбедности грађана. Иако је у почетку било неспоразума будући да је Гинтокијев најбољи другар терориста, временом се трио Јорозуја спријатељује са полицијом којој помажу око безбедности града Еда.
Главни антагониста и негативац серијала је Шинсуке Такасуги , још један Гинтокијев бивши пријатељ и саборац из рата који, огорчен, често напада Едо не обазирући се на последице и невине људе. Такасуги је вођа терористичке организације „Кихеитаи“ (знатно насилније од Кацуриног „Џоија“), а како серијал буде одмицао Такасуги ће добити и друге савезнике попут Кагуриног брата Камуиа у циљу уништења Еда.

## Тема и стил хумора
Главни фокус серијала Гинтама је на комедији мада је од друге сезоне убачено више елеманата драме задржавајући свој главни жарн по коме је остао познат. Неке од шала исмејавају стандардне клишее у аниме шонен серијалима не устручавајући се да помињу и исмејавају друге серијале попут Нарута, Блича, Змајеве кугле, Бакумана и др. Као серијал често пробијају „четврти зид“ указујући нам да су ликови и свесни да се налазе у манги и анимеу, па тако за пример у првом манга броју, након борбе са ванземаљцима за спас сестре Отае, Шимпаћи пожалио како се Гин борио прекратко „само једну страну“, док је Гинтоки на то одговорио: „Ћути! Мангака је потрошио пуно времена да нацрта ту једну страну“. Често је приказано у манги како Гинтоки чита Weekly Shōnen Jump (за чије се набављање понекад бори са локалним нинџом Хаторијем) па је аутор тако укључио и матични часопис као део шале. Други типови шале које се исто тако често користе је употреба синонима, двоструких читања карактера и игре речи које су непреводиве па их само Јапанци могу у потпуности разумети.Једна од честих шала које се користе у аниме серијалу је и стављање „бип“ звука цензуре на неке свакодневне речи али ако се „бип“ звуком „прекрију“ неки делови те речи, испадне да је лик рекао нешто сасвим другачије него што јесте. Хумор у Гинтами је разноврстан од свакодневних и нормалних до надреалних ситуација. Хумор се често описује и као „бизаран“ и „чудан“ и неки од фанова их класификују у две групе: у "сф-комедију" и "самурајску комедију". Често нагиње и тз. тоалет хумору јер због лоших кулинарских способности Шинпаћијеве сестре многи добију дијареју и тровање. Јапану овај тип хумора никад није био стран јер се овакви телесни процеси никад нису сматрали табуом у њиховој култури. Понекад у својим шалама истакне слабости модерног друштва као и да исмеје неке појаве а у причи „ванземаљској инвазији“ могу се наћи елементи проблема социјалне једнакости која је и дан данас проблем у савременом свету.
Као резултат свега Гинтама није класичан серијал са темом „испуњавања једног циља или сна“ (као што је то случај у Наруту – жеља да се постане хокаге) већ нека врста борбе у очувању друштва и свог начина живота.У тој разлици у Гинтами не постоји период „тренинга“ кад наши јунаци постају све јачи до коначне борбе са главним негативцем, већ су сви већ комплетиране, одрасле личности (са свим својим манама) које желе да задрже живот такав какав јесте супростављајући се неправди на свим странама (Харусаме пиратима, терористима, лошим полицајцима, бандитима па чак и владиним званичницима).
За разлику од већине стрипова „шонен“ типа ликови у Гинтами нису савршено идеални и сви имају очигледне мане. Гинтоки као главни лик је лењ, често чачка нос, смрде му ноге и неретко бежи од конфликта. Воли да се коцка и уме да све зарађене паре потроши на пачинко (врста јапанске слот машине). Да би избегао плаћање месечне станарине често лаже и бежи од газдарице. Кагура као девојка није превише женствена, воли да једе па се често преждерава што, понекад у намери да све поједе сама и другима не остави ништа, изазива повраћање. Шинпаћи воли опсесивно да слуша комерцијалну поп певачицу шунд песама чији фан клуб он лично води. Садахару као сладак пас питомих очију воли да гризе друге људе за главу док не прокрваре. Отае ради у бару, воли да пије алкохол и очајно кува трујући својим препрженим јајима све ликове у серијалу. Хиђиката опсесивно једе мајонез и не успева да престане да пуши. Окита је садиста и загорчава живот Хиђикати.
Гинтама је серијал специфичног хумора у којима се може наћи доза озбиљности у својим шалама. Њен стил може се упоредити хумором који има Саут Парк и Породични човек за Американце или Летећи циркус Монтија Пајтона за Британце. Шале су веома специфичне, окренуте јапанској циљној групи али са својим елементима у којима се свако може пронаћи и насмејати.

## Стварање серијала
Хидеаки Сорачи је 2003. године био обећавајући аутор који је иза себе већ имао два једно-епизодна стрипа за престижни познати манга часопис Weekly Shōnen Jump Припремивши се да после тих кратких покушаја започне један више-епизодни серијал, Сорачи је разматрао неку фантастичну причу која се одвија у будућности али му је уредник предложио да одради мангу базирану на Шинсенгумијима, будући да се у то време давала позната таига драма истог наслова. Сорачи је пробао да направи неки серијал само о њима, пошто су му се као историјска група свидели, али није успео да створи ништа што би испунило услове солидне манге. Уместо да потпуно одустане од идеје почео је више да истражује о тој периоду да би се на крају одлучио да задржи све историјске позадинске чињенице, убаци научно фантастичне елементе и потпуно измени историјске личности дајући им по свом укусу (и у циљу хумора) шашаве навике и необичне мане. Наслов је у почетку требало да гласи "Yorozuya Gin-san" (万事屋銀さん,  "Господин Гин из Јорозује"), али Сорачију није деловало довољно звучно. Након разговора са породицом одлучио је да мангу назове „Гинтама“ зато што не открива превише причу, има своју симболику а наслов је уједно и игра речи, те на тај начин може заинтригирати потенцијалне читаоце. Пре Гинтаме Сорачи је имао једно-епизодну мангу названу „Самурајдер“ за коју је сматрао да је веома лоша али је њена прича служила као база за Гинтаму зато што је имала и самураје и ванземаљце у њој. Сорачи је волео Бакумацу и Сенгоку периоде јапанске историје зато што су представљале ере у којима се мењао начин живота једног народа и у коме се лако могу видети све негативне и позитивне стране људи. Пошто између ова два периода стоји више од 200 година разлике Сорачи се ипак одлучио да радњу своје манге стави у неки алтернативни бакумацу период како би могао да прикаже однос самураја према бушиду у тренуцима када су они достигли најнижу лествицу важности у јапанском друштву.
Главни лик овог серијала је требало да буде Тоширо Хиђиката кога је Сорачи као љубитељ Шинсенгумија створио по узору на Хиџикату Тошизоа, за чију инспирацију је добио гледајући филм „Горући мач“. Након свих проблема и бачених пробних страна Сорачи није могао да се одрекне Хиђикатиног дизајна па је решио да га уврсти у серијал али не као главног лика већ као споредног уз осталу групу полицајаца. Пилот поглавље је имало нешто другачију радњу од оне која је заиста објављена. У њој је Шинпаћи већ срео Гинтокија а Шинсенгуми је имао више чланова укљућујући у њу и лика базираног на Харади Саносукеу али сматрајући да ти ликови нису били довољно интересантни изузео их је из даље приче. Одговарајући на питања читаоца Сорачи је још једном потврдио да је већина ликова створена по узору на праве становнике Еда са изузетком Гинтокија чији је лик базирао на митској причи „Кинтаро“ где је главни јунак дечак по имену „Кинтоки Саката“ за које се опет тврди да је инспирасана правим човеком који је живео у Хејан периоду.
Када је коначно серијал почео да излази манга је била веома непопуларна међу читаоцима па је претила опасност да је укину, али кад је читаност од једанаестог броја почела полако да се пење, одустало се од те намере.Кад је дошло до издавања првог такобон примерка (првих 8 поглавља обједињених у једну књигу) Сорачи је био задовољан продајом али је убрзо сазнао да је издавач, у страху да не буде у губитку због лоше продаје, објавио Гинтаму у најмањем могућем тиражу. У циљу да повећа популарност своје манге убацио је нове ликове, већ раније испланиране Шинсенгумије који су његови асистенти сматрали јединственим и незаборавним. Сорачи је на почетку имао мало наде да ће манга бити популарна будући да су му људи стално предвиђали да неће имати више од два „такобан“ издања. Али ипак издата је трећа свеска серијала и то баш у периоду када је Сорачи дошао до кризе схвативши да „нема више свежих идеја које би могао да користи“. Током своје прве године издавања Сорачи је сматрао да је једини разлог зашто су људи читали Гинтаму био у томе што су у њој били Шинсенгумији који су због тадашње таига драме која се давала на тв-у били изузетно популарни. Завршетком драме која је трајала годину дана (50 епизода на недељном нивоу) сматрао је да људи неће више желети да читају о Шинсенгумијима па се што више одвајао од серије трудећи се да ликови и прича буду нешто сасвим друго. Током прве године изласка манга је имала кратке епизоде, ликови нису ишли превише у прошлост (није приказано ништа о њиховој прошлости) али током друге већ је постао сигурнији у развитку приче и концепта, стварајући дуже аркове и поглавља, убацујући драму али и задржавајући хумор и сатиру модерног Јапана кроз његову фиктивну прошлост. Када се серијал усталио Сорачи је смислио његов крај али је изјавио да није сигуран када ће манга заиста да дође до њега будући да није сигуран колико ће му бити потребно поглавља да би развио ликове и „натерао“ их да се у датим околностима понашају како он то жели.
Док ради на поглављима Гинтаме Сорачи понекад има проблем да заврши недељни цртеж остављајући свом супервизору да га узме пре него што стигне да га још једном измени јер инспирацију за своје писање проналази или у шетњи или у осамљивању у соби. Иако је коментарисао да су му неке идеје потпуно насумично пале на ум истиче да су сви детаљи важни за причу и кад има проблема са инспирацијом често у разговору са својим уредником дође до одговарајућих решења. Сматрајући Гинтаму мангом без већег смисла аутор пре писања новог арка одређује хоће ли то бити озбиљна прича или необавезна комедија. Упитан у који жарн ставља своју мангу Сорачи у шали изјављује да своје дело сврстава у жарн „научно-фантастичне људско-драмне псеудо-историјске комедије“.
Док ствара цртеж Сорачи обично користи фломастер, пенкало, лајнер и рапидограф али за цртање главних ликова користи само фломастер и пенкало уобличавајући их са рапидографом дебљине 0.8. Обично се о дијалогу брине током самог писања стрипа без претходне припреме.

## Медији

### Манга
Манга верзија серијала који је први и главни медијум Гинтама приче, написан је и илустрован од стране његовог творца и мангака уметника Хидеаки Сорачија. Прва епизода објављена је 8. децембра 2003. у часопису Weekly Shōnen Jump коју издаје компанија Шуеиша. Шуеиша га такође издаје и у електронском формату на званичној веб страни Weekly Shōnen Jump часописа.
Сакупљена поглавља у облику свеске, тз. такобон, Шуиеша је почела да издаје 2. априла 2004. године и до сада је изашло укупно 77 бројева у Јапану.

### Оригинална видео анимација
Оригинална видео анимација (скраћено ОВА) је видео медиј у коме се епизоде, које могу да прате оригиналну причу из манге или неку засебну ван ње, објављују директно на диск за кућну или неку другу употребу (на пример за презентације). Серијал Гинтама је до сада имао три ОВЕ епизоде и то за потребе презентације током аниме туре тз. Џамп феста 2005, 2008. и 2015. године. Прва ОВА, једноставно названа „Гинтама“ имала је за циљ презентацију главних ликова кроз неколико прича друга, под називом „Рођење Широјаше“ Shiroyasha Kotan (白夜叉降誕) приказала је накратко Гинтокијеву прошлост док је био у рату против ванземаљаца (касније је откривено да је тамо приказана прича била обмана) и трећа из 2015. која слави повратак серијала после две године паузе. Прве две ОВЕ објављене су 30. септембра 2009. на DVD формату под називом Гинтама џамп аниме турнеја 2008. & 2005. коју је издао компанија Аниплекс. Као додатак садржи и аудио коментаре епизода. Специјална епизода треће ОВА изашла је у лимитираном издању уз 59 свеску манге 3. априла 2015. Иако се до сада издало само три ОВА издања у будућности се планирају и друге епизоде овог типа. У издању часописа Weekly Shōnen Jump из 2016. најављено је да ће 65 и 66 свеска манге бити издата диском који прати арк о чаробном напитку. Ове епизоде најављене су за 4. август и 4. новембар 2016. године.

### Аниме серијал

#### Гинтама
Аниме адаптација приказала се 4. априла 2006. на каналу ТВ Токио од стране анимационог студија Санрајз који је од „Шонен џампа“ откупио права за анимирање. Првих 99 епизода режирао је Шинђи Такамацу, од 100 до 105 Такамацу у кооперацији са Јоичи Фуџитом док је касније епизоде радио само Фуџита. Током јануара 2009. Фуџита је изјавио да неће да ради на четвртој сезони серијала али је већ следећег месеца најављено да ће ипак надгледати стварање следеће сезоне. Серија се завршила у 25. марта 2010. са тада коначним бројем од 201 епизоде које су подељене у четири сезоне.Ових двеста епизода објављено је без прекида па ће наставак приче после паузе бити објављен под нешто мало другачијим насловом (са апострофом на крају).
У Јапану је компанија Аниплекс била задужена за дистрибуцију анимеа у двд формату. Укупно је избачено 13 дискова само за прву сезону у периоду од 26. јула 2006. до 26. јуна 2007. године. Друга сезона обухватала је исту количину дискова која је пуштена у продају у периоду од 25. јула 2007. до 23. јула 2008. Трећа сезона са 13 дискова пуштена је у продају од 27. августа 2008. до 26. августа 2009. док је четврта сезона на својих 13 дискова илазила у периоду од 28. октобра 2009. до 27. октобра 2010.

#### Јоринуки Гинтама-сан
ТВ Токио је 5. априла 2010, са преласком на дигитални сигнал високе резолуције решио да опет пусти старе епизоде „Гинтаме“ али овог пута у нешто бољем формату и то само одабране епизоде. Тог датума пуштен је серијал Yorinuki Gintama-san (よりぬき銀魂さん, у преводу: "Најбоље од Гинтаме") чији је наслов била једна врста пародије на један други аниме серијал који користи „најбоље од“ у наслову. Као додатак епизодама које се овог пута приказују у ХД формату, дате су им потпуно нове почетне и завршне шпице у односу на старије верзије које су се приказивале коју годину раније.

#### Гинтама'
Наставак Гинтаме (чије име прати мали апостроф на крају) после паузе од годину дана се вратио на ТВ. Током марта 2010. режисер Јоичи Фуџита наговестио је да ће се анима наставити чим се прикупи довољно материјала на коме тим аниматора може да почне да ради. У међувремену аниме верзија је сустигла манга верзију и иако је објављено неколико тз. филера (епизода које на прате мангу и измишљене су само за потребе анимеа) ипак је одлучено да се сачека да се поглавља манге мало накупе пре него што почну опет да анимирају причу. Шинђи Такамацу је у то време изјављивао фановима да: „...апсолутно није крај. Није чак ни почело! И дефинитивно ће се вратити.“ Пар месеци касније, у децембру 2010. Шуеиша је објавила да ће се Гинтама аниме вратити у априлу 2011. Гинтама' (銀魂’), наставак оригиналне Гинтама аниме, приказан је у Јапану 4. априла 2011. године. И даље се задржао исти тим ко за прву серију од анимационог студија до Фуџите као режисера. Први DVD овог наставка издат је за јавност у 27. јула 2011. Будући да је аутор серијала „Скет денс“ био дугогодишњи асистент Сорачи Хидеакију, са добијањем своје аниме верзије серијала, аутори су, као дугогодишњи пријатељи, решили да направе крос-овер (епизода у којој се срећу јунаци оба серијала). Епизоде су издате у „Шонен џампу“ као матичном магазину оба серијала да би касније оба поглавља добиле и своју аниме верзију (26. септембра 2011.) у виду ванредног специјала. Када је серија опет сустигла мангу престала је да се емитује 26. марта 2012. Имала је укупно 51 епизоду које су обједињене у 13 DVD-ова коју је издао Аниплекс.

#### Гинтама°
Током Џамп феста 21. децембра 2014. објављено је да се ради на новом наставку Гинтаме који би после двогодишње паузе био пуштен у априлу 2015. године. Ова сезона изашла је под именом Гинтама° (са малим кружићем на врху) и емитовала се до 30. марта 2016. Укупно је имала 51 епизоду што све укупно чини серијал од 316 објављених епизода.

### Анимирани филмови
Када је у Јапану неки серијал посебно популаран добије и своју дугометражну филмску адаптацију. Гинтама је до сада добио два анимирана филма. Први са насловом Gintama: Shinyaku Benizakura-Hen (銀魂 新訳紅桜篇, у преводу: "Гинтама: Бенизакура арк"), обухвата већ објављен али веома популаран „Бенизакура арк“ који је био међу првим озбиљним арковима у серијалу. Допуњен са сценама из прошлости, Гинтокијевог детињства и његовог учешћа у рату, прати причу о мачу по имену „Бенизакура“. Када је Гинтокијев пријатељ и терориста Кацура Котаро нестао након напада убице са бенизакура мачом, тим Јорозуја решава да га пронађе и спасе чак иако је на супротној страни група Кихеитаи коју предводи нико други до главни антагониста серијала Такасуги Шинсуке. Иако је то била прича која је фановима већ одраније позната из серијала, аниматори су у рекламама на тв-у обећавали нове кључне сцене па су привучени тиме многи љубитељи одгледали и ову верзију арка. Премијера је била 24. априла 2010. зарадивши у првих 90 пројекција око 2.118.342 долара, да би до краја приказивања зарадио укупно 12,86 милиона долара.
Други филм је најављен у августу 2012. године у магазину Weekly Shonen Jump са потпуно новом причом коју лично пише аутор серијала Хидеаки Сорачи. Овог пута филм је именован као Гинтама: Последње поглавље - Заувек Јорозуја и прати Гитокија који игром случаја путује две године у будућност да би се тамо борио са мистериозном групом чаробњака. У Јапану је приказан 6. јула 2013. и мада обележен као „последње поглавље“ режисер Јоичи Фуџита најавио је да ће причу наставити уколико буде велики хит у биоскопима. Гледаност овог дела успела је да надмаши гледаност ранијег филма али за сада се не говори ни о каквом наставку у виду филмова.

### Играни филм
У јуну 2016, објављено је снимање играног филма чија се екранизација очекује у биоскопима 2017. године. За режију је задужен Јуичи Фукуда док је главна улога Сакате Гинтокија припала јапанском глумцу Огури Шуну.

### ЦД и DVD
Музику за серијал је компоновала компанија Аудио Хајтс (Audio Highs) па је 27. септембра 2006. објавила први цд са музиком из анимеа под насловом „Оригинални Гинтама саундтрак“. У себи је садржао 36 песама укљућујући и прву почетну шпицу и две завршне шпице. Други диск са музиком „Оригинални Гинтама саундтрак 2“ издат је 11. новембра 2007. и обухватао је 40 нумера али не и почетне и завршне шпице серијала. Следећи диск „Оригинални Гинтама саундтрак 3“ се у музичким продавницама појавио 24. јуна 2009. У себи је имао 28 песама укључујући и тему „Дондаке! Гинтаман“ која се користила као део шале неколико епизода почевши од стоте. Четврти и за сада последњи цд са музиком који саджи 34 песме (Оригинални Гинтама саундтрак 4) издат је 21. марта 2013.
Осим ових нумера који обухватају разне теме и позадинске звукове који појачавају утисак духовитих или пак озбиљних сцена издати су и три диска под називом Најбоље од Гинтаме (銀魂 BEST) у којој су укључене и почетне и завршне шпице. Сваки од ових ЦД-ова прати и један DVD са оригиналним видео снимцима а пошто и филмови имају своју посебну музику, оба Гинтама филма имају свој цд са коришћеним нумерама.

### Списак почетних и завршних шпица
У аниме свету већ одавно постоји правило да почетне и завршне шпице које у просеку трају око 90 секунди прате песме актуелних јапанских певача и бендова. То су све песме које извођачи избацују за свој албум али у нешто скраћеном облику прикажу као вид промоције како серијала тако и музичког извођача. Почетна шпица се мења на сваких 12 или 24-25 епизода (након целе једне сезоне) док се завршна може променити после 12 епизода.
Као бенд који се највише истакао у популарности тз. почетних шпица за Гинтаму је ДОЕС који је испратио неколико озбиљних аркова и по мишљењима фанова највише позитивно обележио серијал.
Због ауторских права које бендови држе на своје песме, дискови са саундтраком из серијала често изузму ове песме јер се налазе на албумима извођача.
До сада су ове шпице радили:
Почетне шпице:
1. Tommy Heavenly6 – Pray (еп. 01-24)
2. YO-KING - 遠い匂い (tooi nioi) (еп. 25-49)
3. Redballoon - 銀色の空 (giniro no sora) (еп. 50-75)
4. Hearts Grow - かさなる影 (kasanaru kage) (еп. 76-99)
5. DOES - 曇天 (donten) (еп. 100-125)
6. Monobright - アナタ Magic (anata magic) (еп. 126-150)
7. Base Ball Bear - Stairway Generation (еп.151-176)
8. Prague - Light Infection (еп. 177-201)
9. serial TV drama – (桃源郷エイリアン) Togenkyo Alien (еп. 202-227)
10. ecosystem - ジレンマ (Dilemma) (еп. 228-240)
11. FliP -ワンダーランド (Wonderland) (еп. 241-252)
12. Amoyamo - Let's Go Out (еп. 253-256)
13. SPYAIR - サクラミツツキ (Sakuramitsutsuki) (еп. 157-265)
14. BLUE ENCOUNT - DAY×DAY (еп. 266-277)
15. CHiCO with HoneyWorks -プライド革命 (Pride Kakumei) (еп. 278-291)
16. OKAMOTO'S - Beautiful Days (еп. 292-303)
17. DOES - Know Know Know (еп. 304-316)
18. ЯeaL - Kagerou (еп. 317-328)
19. BLUE ENCOUNT - VS (еп. 329-341)
20. DISH// - 勝手にMY SOUL (Katte ni MY SOUL) (еп. 342-353)
21. SPYAIR - I Wanna Be (еп. 354-369)

Завршне шпице:
1. Captain Straydum - 風船ガム (fuusen gamu) (еп. 01-13)
2. Аmplified - Mr. Raindrop (еп. 14-24)
3. Redballoon - 雪のツバサ (yuki no tsubasa) (еп. 25-37)
4. Takahashi Hitomi - キャンディ・ライン (Candy line) (еп. 38-49)
5. DOES - 修羅 (shura) (еп. 50-62)
6. Snowkel - 奇跡 (kiseki) (еп. 63-75)
7. KELUN – SIGNAL (еп. 76-87)
8. The Rodeo Carburettor - Speed of flow (еп. 88-99)
9. POSSIBILITY – Sanagi (еп. 100 - 112)
10. Plingmin - This world is Yours (еп. 113-125)
11. ghostnote - I 、愛、会い (I, ai, ai) (еп. 126-138)
12. Shigi - 輝いた (kagayaita) (еп. 139-150)
13. PENGIN -朝ANSWER (asa answer) (еп. 151-163)
14. Takahashi Hitomi & BEATCRUSADERS - ウォーアイニー (uo-aini) (еп. 164-176)
15. ONE☆DRAFT - ワンダフルデイズ (wonderful days) (еп. 177-189)
16. Qwai - サヨナラの空 (sayonara no sora) (еп. 190-201)
17. SPYAIR – Samurai Heart (Some Like It Hot!) (еп. 202-214)
18. Prague – Balance Doll (еп. 215-227)
19. Kuroneko Chelsea - アナグラ (Anagura) (еп. 228-240)
20. Good Coming - 仲間 (Nakama) (еп. 241-252)
21. monobright - Moonwalk (еп. 253-256)
22. PAGE - Expect (еп. 257-265)
23. Negoto - DESTINY (еп. 266-277)
24. Aqua Timez - 最後までⅡ  (Saigo made II) (еп. 278-291)
25. THREE LIGHTS DOWN KINGS - グロリアスデイズ (Glorious Days) (еп. 292-303)
26. Swimy - あっちむいて (Acchi Muite) (еп. 304-316)
27. RIZE - Silver (еп. 317-328)
28. Ayumikurikamaki - 反抗声明 (Hankou Seimei) (еп. 329-341)
29. BURNOUT SYNDROMES - 花一匁 (Hana Ichi Monme) (еп. 342-353)
30. CHiCO with HoneyWorks - ヒカリ証明論 (Hikari Shoumeiron) (еп. 354-369)

Јоринуки верзија:
Почетна шпица
1. DOES - バクチ・ダンサー (Bakuchi Dancer) (еп. 1-9)
2. Inoue Joe - 風のごとく (Kaze no gotoku) (еп. 10-26)
3. Kuriyama Chiaki - 可能性ガール (Kanousei Girl) (еп. 27-39)
4. FLiP - カートニアゴ (Katoniago) (еп. 40-52)

Завршна шпица
1. DOES -僕たちの季節 (Bokutachi no Kisetsu) (еп. 1-9)
2. Vijandeux – WAVE (еп. 10-26)
3. Azu – In my life (еп. 27-39)
4. Piko - 桜音 (Sakurane) (еп. 40-52)

Филмови:
- Први филм

1. Почетна шпица: DOES - Bakuchi Dancer /завршна: DOES - Bokutachi no Kisetsu

- Други филм:

1. Почетна шпица: SPYAIR - Genjo Destruction /завршна: Tommy heavenly6 - Pray

### Лајт новеле
Серијал лајт новела базираних на Гинтама манги написао је Томохито Осаки док је цртеж радио Хидеаки Сорачи. Серијал је издат од стране Шуеише а приказује ликове у школском окружењу док је наставник лично Гинтоки. Повремено излази у магазину Jump Square под називом 3-Nen Z-Gumi Ginpachi-sensei (3年Z組銀八先生, у преводу: "Одељење 3-З, учитељ Гинпаћи"). Прва новела је издата 3. фебруара 2006. а укупно је издато седам бројева.
Новелизацију другог филма је такође писао Осаки који је текст издао 2013. у исто време кад и филм.

### Видео игре
У Јапану ликови из популарних стрипова често имају своје игрице у виду конзола. За „PlayStation 2“ 30. августа 2007. појавила се игрица Gintama: Together with Gin! My Kabuki District Journal (銀魂 銀さんと一緒!ボクのかぶき町日記 Gintama Gin-san to Issho! Boku no Kabuki-chō Nikki), док за „Wii“ конзолу 25. октобра исте излази Gintama: General Store Tube: Tsukkomi-able Cartoon (銀魂 万事屋ちゅ〜ぶ ツッコマブル動画 Gintama Yorozuya Chūbu Tsukkomaburu Dōga). Власници „Nintendo DS“-а за то време могли су да играју игру Gintama: Silver Ball Quest: Gin's Job-Change to Save the World (銀魂 銀玉くえすと 銀さんが転職したり世界を救ったり Gintama Gintama Kuesuto Gin-san ga Tenshoku-shitari Sekai o Sukuttari) која је изашла 6. децембра 2007. Ова игрица није била једина за овај серијал па нешто касније излазе још два наслова Gintama Dee-Ess: Odd Jobs Grand Riot! (銀魂でぃ〜えす・万事屋大騒動! Gintama Dīesu Yorozuya Daisōdō!) и Gintama: Gintoki vs. Hijikata!? The Huge Fight Over Silver Souls in the Kabuki District!! (銀魂 銀時vs土方!? かぶき町銀玉大争奪戦!! Gintama Gintoki vs Hijikata!? Kabuki-cho Gitama Daisōdatsusen!!). Осим тих појединачних игрица ликови из Гинтаме се појављују и у серијалима у коме се приказују најпознатији ликови из Џамп магазина попут Jump Super Stars и његовог наставка Jump Ultimate Stars који су обе рађене за Nintendo DS конзолу. Гинтоки се такође појављује као један од карактера које се могу изабрати у борбеној игри J-Stars Victory VS за PlayStation 3 и PlayStation Vita конзолу са Кагуром и Садахаруом као подршком у борбама. И за PlayStation Portable постоји игра под именом "Gintama no Sugoroku - 銀魂のすごろく" објављена 24. јануара 2013. за потребе фанова овог серијала.
Захваљујући све већем коришћењу паметних телефона, 2016. изашла је и прва игрица за овакав тип уређаја са оперативним системом Андроид и iOS.

### Водичи
Када нека манга у Јапану има велику популарност често се могу купити тз. водичи који говоре више о карактерима, откривају поступке њиховог стварања, приказују коментаре аутора и његових асистената као и разне друге ствари. Први Гинтамин манга водич издат је 4. априла 2006. под називом Gintama Official Character Book - Gin Channel! (銀魂公式キャラクターブック｢銀ちゃんねる!｣ Gintama Official Character Book - Gin Chaneru!) и обухвата опис ликова, интервју са аутором и колекцију сличица. Други водич, назива Gintama Official Character Book 2 - Fifth Grade (銀魂公式キャラクターブック2 ｢銀魂五年生｣ Gintama Official Character Book 2 - Gonen-Sei) издат је 5. маја 2009. године и као и претходни такође садржи интервју аутора и опис нових ликова које су се у међувремену појавили у серијалу. Први водич за аниме серијал под називом Gintama Official Animation Guide "Gayagaya Box" (オフィシャルアニメーションガイド 銀魂あにめガヤガヤ箱) издат је 4. априла 2008. као публикација која слави приказивање јубиларне 100 епизоде на тв-у. У њему се могу наћи коментари јапанских глумаца који позјмљују гласове ликовима у серијалу. За њим се објављује и водич назива Official Animation Guide Gintama Anime Paraparakan (オフィシャルアニメーションガイド　銀魂あにめパラパラ館) који је публици доступан 5. априла 2011. године На крају ту је и водич који обухвата само три најомиљенија лика у серијалу објављен 2010. који се води под једноставним називом Gintama Character Book (銀魂キャラクターズブック Gintama Kyarakutazu Bukku).

## Пријем
У Јапану до децембра 2014. Гинтама манга је продата у 46 милиона примерака. На почетку издавања продаја је била слаба али како је стицала већу публику тако је и читаност расла. У марту 2007. Шуеиша је објавила да је продаја само првог такобана прешла милион копија. Са таквом продајом није прошло дуго а већ се нашао на топ листи најпопуларнијих манги. Са 17 бројем манга је достигла 10 место на бестселер листи током 2007. године. Током следеће, 2008. манга је задржала своје 10 место са преко 2,3 милиона продатих примерака. Такође се нашао на петом месту као најпродаванија манга у Јапану током прве половине 2009. године продавши преко 2,7 милиона копија у временском периоду од 17. новембра 2008. до 17. маја 2009. Исте године на чувеној „Орикон“ листи Гинтама је освојио титулу „најсмешније манге“ и пето место у категорији „најзанимљивије манге“. У једној другој листи из 2009. био је шеста манга у избору за снимање игране верзије филма. У гласању часописа Puff Гинтама је освојио друго место у категорији „најбоље дугоизлазне приче“ Сајт „Fuji News Network“ написао је да је серијал Гинтама један од главних криваца за раст продаје дрвених мачева (бокена) туристима 2008. у Хокаиду.У северној Америци „Гинтама је сврстан као најбоља нова шонен манга 2007. године. док је на „Аниме експу“ 2008. проглашена за најбољу комедију. Продаја превода на енглески језик била је толико добра да је ушла у топ листу 300 најбољих графичких новела.
Што се тиче прве лајт новеле Гинтама је достигао врх топ листе 2006. године у Јапану. а на истом месту наћи ће се и 2008. Што се тиче аниме верзије она је приказивана више пута на јапанској телевизији утицајући неколико пута на њену гледаност па су прве две епизоде имале високу оцену гледаности са 5,6%. Продаја DVD-а такође улази у своју топ листу најпродаванијих наслова па је овај серијал ушао и у њу, док је трећа сезона серијала ушла на девето место јапанског Амазона 2008. године. У августу исте ТВ Токио је изјавио да је „Гинтама“ и „Наруто“, значајно допринели у продаји права за иностранство.
Епизоде које су ишле директно у продају, тз. ОВА обарала је своје рекорде продавши 61.226 копија само у јануару 2009. и то две недеље по изласку. У Ориконовој листи најпродаванијих DVD наслова у 2009. Гинтама се у категорији анимације нашао у самом врху продавши више од 76.000 примерака. Цд са музиком „Најбоље из Гинтаме“ добио је награду „Најбољи албум године у категорији анимације“.
Аниме адаптација Гинтаме изазвала је мешовите реакције. Том приликом је изречено да је хумор побољшан изласком ове верзије серијала али је критикована одлука да се оставе шале циљане искључиво ка јапанској публици које су тешке или немогуће за разумевање гледаоцима других народа и културе. Неки фанови су критиковали недостатак објашњења шала на преведеном двд остављајући их да сами претпоставе срж опаске.Стил хумора који се стално мења од разумљивог до неразумљивог хумора стварају неким гледаоцима конфузију до те мере да неретко одустају од целе серије. Ипак с друге стране после упознавања ликова и навикавања на Гинтама универзум, хумор постаје квалитетнији па су упорнији пратиоци, након развитка приче, оценили Гинтаму високим оценама и позитивним критикама у дикусионим групама. Шарм карактера истиче се током њиховог учесталог појављивања, а за разлику од регуларних женских ликова шонен серијала које су увек беспомоћне у борбама са изгледом који истиче сексуалност, Сорачијеви женски ликови су пристојно обучене жене које са свим својим манама показују снагу и одлучност чинећи их као таквима привлачним и интересантним чак и женама. Гинтама је серијал који по грубој статистици чита 63,8%% женске популације наспран 36,2% мушке, али ипак, будући да је статистика везана искључиво на Јапан а не и на интернационалне фанове, серијал се не може назвати мушким или женским већ у њему подједнако уживају оба пола.
Серијал је хваљен и због своје способности да балансира између комедије и драма а да не изгуби на квалитету.Због свих тих особина Гинтама је као манга једна од најчитанијих и са правом једна од најпопуларнијих серијала Шонен џампа која због разноврсности коју посудује привлачна читаоцу и гледаоцу свих поднебља.

### Контроверзе
Гинтама је серијал пародије која неретко исмејава и јапанско политичко друштво. Током епизоде 232 аниме серијала започет је тз. Рехно арк који је такође било и презиме тада актуелног министра Ренхо Мурате. Телевизија AT-X је збот тога отказала приказивање ове епизоде иако се она већ давала на ТВ Токију неколико дана раније. Супервизор серије Шинџи Такамацу објаснио је за ТВ Токио да нема замерке на одлуку и да ће да размотре да ли ће епизоду убацити директно на DVD. Преставници министра Ренха изјавили су да немају никакве жалбе на епизоду мада је у новинама „Маиничи шинбун“ писало да је Ренхова странка контактирала телевизијску станицу. Када је арк дошао до краја Такамацу је изразио сумњу да ће арк успети да уђе у DVD издање серијала.